# Rogerstoppane
Die Rogerstoppane (norwegisch für Rogers-Gipfel) sind eine kleine Gruppe von Berggipfeln im ostantarktischen Königin-Maud-Land. Im Gebirge Sør Rondane ragen sie unmittelbar südwestlich des Dufekfjellet auf.
Norwegische Kartografen, die sie auch benannten, kartierten sie 1957 anhand von Luftaufnahmen der US-amerikanischen Operation Highjump (1946–1947). Namensgeber ist William J. Rogers Jr., Flugzeugkommandant bei der Operation Highjump zur Erstellung von Luftaufnahmen in diesem und anderen Küstengebieten in Antarktika zwischen dem 14. und de 164. östlichen Längengrad.